# 멜리사 무어
멜리사 무어(Melissa Moore, 1963년 12월 27일 ~ )는 미국의 배우, 텔레비전 배우, 영화배우이다.

## 영화
- 어 로스 오브 이노센스 (1996년)
- 비키니 드라이브인 (1995년)
- 암살 특명 (1995년)
- 증거 (1995년)
- 에로틱고스트 (1995년)
- 분노의 파이터 (1994년)
- 매드 앳 더 문 (1992년)
- 네 이웃의 아내를 탐하지 마라 (1992년)
- 샷건 (1992년)
- 스크림 퀸 핫 텁 파티 (1991년)
- 무법 지대 (1991년)
- 인비저블 매니악 (1990년)
- 바이스 아카데미 2 (1990년)
- 뱀파이어 캅 (1990년)
- 사무라이 캅 (1989년)
- 이블 스폰 (1987년)